# 佐治重貞
佐治 重貞（さじ しげさだ）は、鎌倉時代の御家人。通称は四郎。佐治郷司並びに佐治郷地頭。

## 略歴
承安4年（1174年）、佐治道貞の子として誕生。幼名を刀寿丸といい、父から佐治郷を譲られるも幼少であったため、兄・曳田康貞がその所職を代行した。その後、元服し鎌倉幕府の御家人となった重貞は郷司職の返還を兄に対して求めるも、いっこうに返還されないばかりか、兄の康貞は実子に所職を譲度してしまったため、訴訟を起こして争っていた。
建暦3年（1213年）5月、当時40歳であった重貞は、和田合戦において北条義時方について功を為し、ようやく同年11月に佐治郷司並びに地頭職に補任された。この後、重貞の子孫は百数十年間に渡って佐治郷の支配を行った。